# Sadkiwci (rejon szarogrodzki)
Sadkiwci (ukr. Садківці) – wieś na Ukrainie, w obwodzie winnickim, w rejonie szarogrodzkim; nad Murafą.